# Johannes Popitz

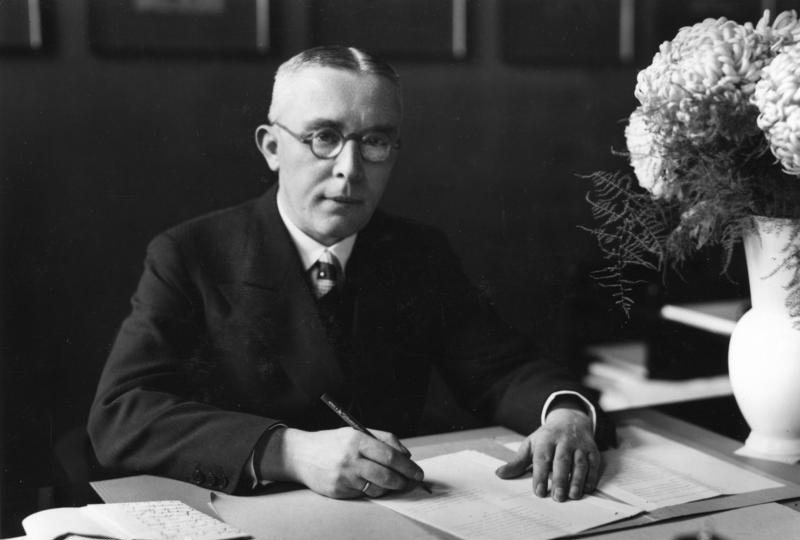
Johannes Popitz (1934)

Hermann Eduard Johannes Popitz (* 2. Dezember 1884 in Leipzig; † 2. Februar 1945 in Berlin-Plötzensee) war ein deutscher Politiker und konservativer Widerstandskämpfer gegen den Nationalsozialismus.

## Leben
Seine Eltern waren der Apotheker Heinrich Popitz (1845–1892) und dessen Ehefrau Anna Rudolph (1862–1945), eine Tochter des Landgerichtspräsidenten in Dessau Moritz Rudolph (1830–1929).
Er studierte Rechts- und Staatswissenschaften in Lausanne, Leipzig, Berlin und Halle. Seine politische Laufbahn begann Popitz zwischen 1914 und 1919 als Referent im preußischen Innenministerium. In diese Zeit fallen auch seine ersten Bestrebungen, eine Umsatzsteuer (Deutschland) einzuführen. Der sogenannte geistige Vater der Steuer nahm 1919 seine Tätigkeit im Reichsfinanzministerium auf. Dort wirkte er von 1925 bis zu seinem Rücktritt 1929 als Staatssekretär. Außerdem war Popitz ab 1922 Honorarprofessor für Steuerrecht und Finanzwissenschaft an der Friedrich-Wilhelms-Universität Berlin. Er veröffentlichte zahlreiche finanzwissenschaftliche Kommentare.
Popitz war von 1929 bis 1944 Präsident der Gesellschaft für antike Kultur, deren kulturpolitisches Programm der Dritte Humanismus war, der eine Vergegenwärtigung der Ideen der Antike anstrebte. In deren Zeitschrift Die Antike, herausgegeben vom prominenten Philologen Werner Jaeger, veröffentlichte auch Popitz. 1929 wurde er Ehrenmitglied des Archäologischen Instituts des Deutschen Reiches. Er war Mitglied der „Deutschen Gesellschaft 1914“ und wurde 1932 in die exklusive Mittwochsgesellschaft kooptiert, deren immer nur 16 Mitglieder sich regelmäßig zu Vorträgen über ihr Fachgebiet trafen – auch Popitz’ Freund, der Chirurg Ferdinand Sauerbruch, gehörte dem Kreis an. Auch hier wurde er schon bald zum Vorsitzenden gewählt. Am 1. November 1932 wurde Popitz Reichsminister ohne Geschäftsbereich und kommissarischer Leiter des preußischen Finanzministeriums. Am 21. April 1933 wurde Popitz zum preußischen Minister ernannt. Qua Amt war er Mitglied im Preußischen Staatsrat. Popitz war ein Förderer von Musik und Theater, Er war langjähriger Präsident der „Gesellschaft für Theatergeschichte“ in Berlin und eng befreundet mit dem damaligen Generalintendanten der Preußischen Staatstheater und Leiter der Staatsoper Berlin (1926–1945), Staatsrat Heinz Tietjen. Popitz war seit 1930 mit dem Staatsrechtler Carl Schmitt befreundet.

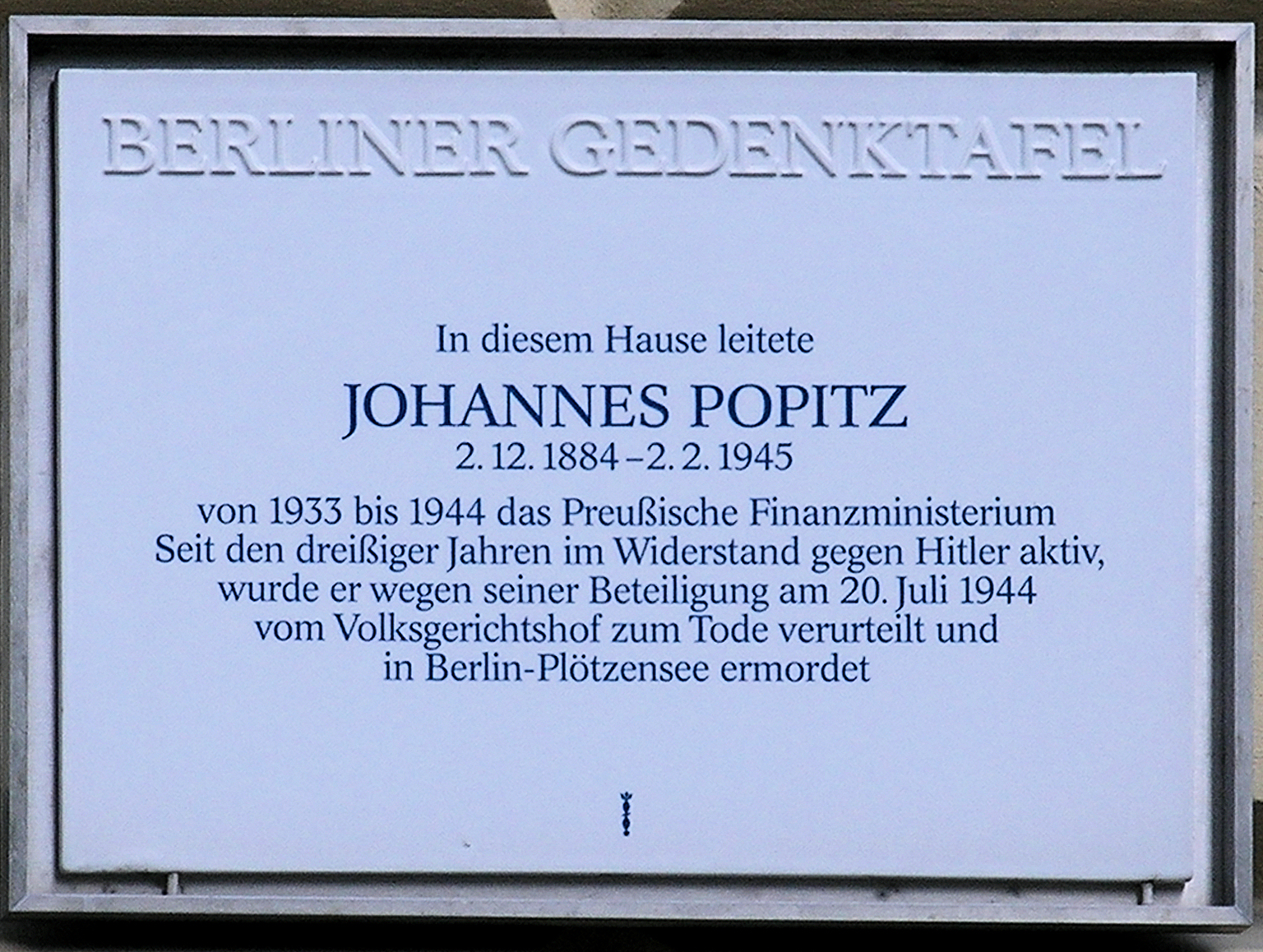
Berliner Gedenktafel am Haus Am Festungsgraben 1, damals preußisches Finanzministerium, in Berlin-Mitte

Popitz nahm mit fast allen anderen Ministern am 30. Januar 1937 von Hitler persönlich das Goldene Parteiabzeichen der NSDAP entgegen. Das bedeutete eine Mitgliedschaft in der NSDAP (Mitgliedsnummer 3.805.233). Nur der Verkehrsminister Paul von Eltz-Rübenach verweigerte die Annahme des Goldenen Abzeichens und die Aufnahme in die NSDAP. Popitz gehörte auch dem Präsidium der von Hans Frank gegründeten nationalsozialistischen Akademie für Deutsches Recht an und übernahm den Vorsitz im Ausschuss für Rechts- und wirtschaftswissenschaftlichen Nachwuchs. Seine Auflehnung gegen das Naziregime begann in den Jahren 1937/1938, als er sah, wie die Juden verfolgt und deportiert wurden. Popitz reichte daher 1938 ein Rücktrittsgesuch ein, das jedoch abgelehnt wurde. Daraufhin begann sich der monarchistisch und nationalkonservativ geprägte Popitz in Widerstandskreisen zu engagieren, unter anderem mit einzelnen Mitgliedern der Mittwochsgesellschaft, einer konservativ-oppositionellen Gruppe von hohen Beamten und Wissenschaftlern. Der Schriftsteller Paul Fechter, der Popitz in der Mittwochsgesellschaft kennenlernte, schrieb später über ihn: „Popitz war ein erbitterter Gegner des nationalsozialistischen Staates und seiner Männer. Er ist es gewesen, der aus der Mittwochsgesellschaft langsam und vorsichtig eine Zelle des Widerstandes gemacht hat; er hat bei jeder Gelegenheit versucht, Menschen, die als Gegner des Systems in Gefahr geraten waren, zu helfen, sie mit Hilfe seiner Verbindungen dem Netz zu entziehen, in das sie sich verstrickt hatten.“ Für Carl Goerdeler, einen der führenden Verschwörer gegen Hitler, erarbeitete Popitz ein „Vorläufiges Staatsgesetz“, das nach dem Putsch gegen Hitler in Deutschland in Kraft treten sollte.
Um den Machtwechsel legal und ohne Blutvergießen zu erreichen, trat Popitz im Sommer 1943 über Carl Langbehn mit Heinrich Himmler in Kontakt, den er zu überreden versuchte, mit den Westmächten in Friedensverhandlungen zu treten. Zu diesem Zeitpunkt jedoch weigerte sich Himmler, diesem Vorschlag nachzukommen. Popitz wurde bald darauf von der Widerstandsgruppe um Ludwig Beck und Carl Goerdeler zunächst als Kultus-, dann als Finanzminister vorgesehen (vgl. Schattenkabinett Beck/Goerdeler). Als sich Himmler wegen eines abgefangenen Funkspruches im September 1943 vollständig aus den Gesprächen mit Popitz zurückzog und auch Goebbels in seinem Tagebuch notierte, dass Hitler Popitz als Feind betrachte, war dieser Plan gescheitert. Popitz rückte aus dem Zentrum der Bewegung aufgrund einer Abneigung des Kreises der jüngeren Offiziere um Stauffenberg und des Gewerkschaftsflügels der Opposition. Auf den letzten Ministerlisten der Opposition fehlte Popitz’ Name. Nachdem das Attentat gescheitert war, wurde Popitz einen Tag später verhaftet und am 3. Oktober 1944 vom Volksgerichtshof unter Roland Freisler zum Tod verurteilt. Am 2. Februar 1945 wurde er in Plötzensee gehenkt.
Johannes Popitz war evangelisch, verheiratet mit Cornelia Popitz, geborene Slot, und Vater des 1925 in Berlin geborenen Soziologen Heinrich Popitz.

## Erinnerung
In der Nähe der Hinrichtungsstätte Plötzensee wurde 1957 der Popitzweg nach ihm benannt.
Am ehemaligen preußischen Finanzministerium, dem Palais am Festungsgraben, Am Festungsgraben 1 in Berlin-Mitte, erinnert seit 1994 eine Berliner Gedenktafel an ihn. Seinen Namen trägt auch der historische Festsaal in diesem Palais, den Popitz 1934 zu dessen Rettung im Erdgeschoss aus einem abgerissenen Berliner Bürgerhaus einbauen ließ und der von Schinkel gestaltet worden war.
Auf Beschluss des Leipziger Stadtrates trägt seit 2011 eine Straße im Ortsteil Gohlis-Mitte den Namen Popitzweg. Seit den 1960er Jahren gibt es in Göttingen ebenfalls einen Popitzweg und seit 1956 eine Johannes-Popitz-Str. in Leverkusen. Auch im Koblenzer Stadtteil Pfaffendorfer Höhe gibt es eine Johannes-Popitz-Straße.

## Zitat
„Man kann nicht mit gewöhnlichen Mitteln aus einer ungewöhnlichen Katastrophe herausführen.“

## Schriften (Auswahl)
- Kommentar zum Umsatzsteuergesetz vom 26. Juli 1918. Nebst der Sicherungsverordnung, der Ausführungsbestimmungen des Bundesrates, Liebmann, Berlin 1918 (Digitalisat).
- Kommentar zum Umsatzsteuergesetz vom 24. Dezember 1919, Liebmann, Berlin 1925.
- Gegenwartsaufgaben der Finanz- und Steuerpolitik, Quelle & Meyer, Leipzig 1927.
- Der künftige Finanzausgleich zwischen Reich, Ländern und Gemeinden. Gutachten, erstattet der Studiengesellschaft für den Finanzausgleich, Liebmann, Berlin 1932.
- Zur Eingliederung der freien und Hansestadt Lübeck in Preußen. Rede vor der Industrie- u. Handelskammer zu Lübeck am 25. Februar 1937, Lübeck 1937.
- Dem Gedächtnis Karl Friedrich Schinkels. In: Die Antike, 1942, Band 18, S. 1–9.